# Resolution 1442 des UN-Sicherheitsrates
Die Resolution 1442 des UN-Sicherheitsrates, die am 25. November 2002 einstimmig verabschiedet wurde, bekräftigte alle Resolutionen zur Lage in Zypern, insbesondere die Resolution 1251 (1999), und verlängerte das Mandat der Friedenstruppe der Vereinten Nationen in Zypern (UNFICYP) um weitere sechs Monate bis zum 15. Juni 2003.
Der Sicherheitsrat nahm die Forderung im Bericht von Generalsekretär Kofi Annan zur Kenntnis, dass die Behörden in Zypern und Nordzypern sich dringend mit der humanitären Lage in Bezug auf vermisste Personen befassen sollten. Er begrüßte auch die Bemühungen, das Personal der Friedenssicherungseinsätze der Vereinten Nationen für die Prävention und Bekämpfung von HIV/AIDS und anderen Krankheiten zu sensibilisieren.
Mit der Verlängerung des Mandats der UNFICYP forderte die Resolution den Generalsekretär auf, dem Rat bis zum 1. Juni 2003 über die Umsetzung der aktuellen Resolution Bericht zu erstatten. Außerdem forderte sie die türkisch-zyprische Seite nachdrücklich auf, die am 30. Juni 2000 verhängten Beschränkungen für die Operationen der UNIFCYP aufzuheben und den militärischen Status quo in Strovilia wiederherzustellen.